# Rete tranviaria di Braunschweig
La rete tranviaria di Braunschweig è la rete tranviaria che serve la città tedesca di Braunschweig.

## Rete
La rete si compone di cinque linee:
- 1 Stöckheim - Wenden
- 2 Heidberg - Siegfriedviertel
- 3 Weststadt Weserstraße - Volkmarode
- 4 Helmstedter Straße - Radeklint
- 5 Broitzem - Hauptbahnhof